# 拉塞爾 (喬治亞州)
拉塞爾（英語：Russell）是位於美國喬治亞州巴羅縣的一個人口普查指定地區。

## 地理
拉塞爾的座標為33°58′33″N 83°42′00″W / 33.97583°N 83.70000°W，而該地最高點為海拔高度299米（即980英尺）。

## 人口
根據2010年美國人口普查的數據，拉塞爾的面積為3.10平方千米，當中陸地面積為3.10平方千米，而水域面積為0.00平方千米。當地共有人口255人，而人口密度為每平方千米82人。